# مطار أسيوط الدولي
مطار أسيوط الدولي (إياتا: ATZ، إيكاو: HEAT) هو مطار دولي يقع في محافظة أسيوط بجنوب مصر.

## تحديث المطار
افتتح مبني الركاب الجديد بمطار أسيوط عام 2011 بسعة 800 راكب في الساعة، أعمال التطوير شملت إنشاء برج للمراقبة الجوية بارتفاع 35 مترا ومحطة كهرباء، وخزان أرضي لتخزين المياه ومسطحات خضراء وساحات لانتظار الأتوبيسات والسيارات، وقد بلغت التكلفة الإجمالية للإنشاءات 223 مليون جنيه.
المبنى الجديد، أقيم على مسطح مساحته 20 ألف متر مربع بسعة 800 راكب/ ساعة، ويتكون من الدور الأرضي الذي يشمل صالة سفر وصالة وصول و8 كاونترات لإنهاء إجراءات السفر و6 كاونترات مزدوجة للجوازات والوصول الدولي و2 أسواق حرة وكافيتريات ومكاتب إدارية للجوازات والأمن وشركات الطيران والسياحة، وبوابتين للسفر والوصول، فضلا عن 3 سيور إلكترونية في السفر والوصول.
أغلق المطار للتطوير في 2014 وحولت رحلاته إلى مطار سوهاج، افتتح ممر الطائرات الجديد في 2015 ثم طور موقف للطائرات في 2016.

## شركات الطيران
| شركـات طيـران | الوجهات |
| ------------- | --- |
| إير كايرو     | مطار الملكة علياء الدولي، مطار الملك عبد العزيز الدولي، مطار الكويت الدولي، مطار الأمير محمد بن عبد العزيز الدولي، مطار الملك خالد الدولي موسمي: مطار الشارقة الدولي (تبدأ 5 ديسمبر 2024) |
| مصر للطيران   | مطار القاهرة الدولي |
| طيران الجزيرة | مطار الكويت الدولي |